# Ipomoeeae
Las ipomoeas (nombre científico Ipomoeeae) son una tribu de plantas con flores de la familia de las convolvuláceas que tiene los siguientes géneros.

## Géneros
- Argyreia, Astripomoea, Blinkworthia, Ipomoea, Lepistemon, Paralepistemon, Rivea, Stictocardia, Turbina